# Corinne Hermès
Corinne Hermès, eredeti nevén Corinne Miller (Lagny-sur-Marne, 1961. november 16. –) francia énekesnő.

## Életpályája
Az 1983-as Eurovíziós Dalfesztiválon Luxemburg színeiben győzött Si la vie est cadeau ("Ha az élet ajándék") című dalával. Ez volt a nagyhercegség ötödik, és eddigi utolsó győzelme.
2000-ben zsűritagként részt vett a dalfesztivál észt nemzeti döntőjén.
A 2001-es Eurovíziós Dalfesztiválon a francia pontok bemondója volt.

## Diszkográfia

### Nagylemezek
- 1980: 36 front populaire
- 1997: Ses plus grands succès
- 2006: Vraie

### Kislemezek
- 1979: La ville où je vis
- 1983: Si la vie est cadeau
- 1983: Vivre à deux
- 1984: Michael
- 1986: Ma liberté
- 1989: Dessine-moi
- 1990: S.O.S.
- 1991: Suffit d'y croire
- 1993: L'amour est artiste
- 2006: On vit comme on aime
- 2006: S'il n'y avait pas les mots